# Ан-32П
Ан-32П — український пожежний літак, розроблений на базі Ан-32. Літак оснащений 4 зовнішніми знімними баками об'ємом по 2000 л кожен. Скид вогнегасної рідини може здійснюватись з усіх баків одночасно або по черзі із заданим інтервалом.
Основні призначення літака:
- гасіння лісових пожеж за допомогою вогнегасної рідини
- десантування пожежників-парашутистів, спеціального обладнання, спорядження і вантажів на місце організації пожежогасіння.
- активний вплив на хмари з метою штучного викликання опадів над зоною горіння.

Літак можна легко, в аеропортних умовах, переобладнати в транспортний.

## Історія створення
Ідея створення пожежного літака на базі Ан-32 з'явилася ще в 1980-х. В 1992 році розпочалось переобладнання серійного Ан-32 в пожежний варіант. Перший політ Ан-32П здійснив 16 лютого 1993, за штурвалом якого знаходився екіпаж у складі командира А. В. Слободянюка і другого пілота В. І. Терського. 15 березня того ж року було виконано перший скид води. Цей політ виявив значний недолік, під час скиду зафіксоване позитивне перевантаження в 3,3 g замість розрахованих 1,4 g. Після доопрацювання і розробки безпечного способу скиду вдалося досягти значень перевантаження до 1,4 g. Перша публічна демонстрація літака відбулася влітку 1993 на авіасалонах в Ле Бурже і МАКС.
Восени 1993 року, ще до завершення випробовувань, літак використали для гасіння лісової пожежі в Криму. Другий літак, на другий день після завершення збірки, також був направлений на ліквідацію цієї пожежі. Загалом обидва літаки під час здійснення завдання виконали близько ста вильотів. Цей випадок показав високу ефективність Ан-32П при боротьбі з великими лісовими пожежами.
В червні 1994 року завершились випробовування літака, а в липні 3 літаки, були відправленні в Португалію для боротьби із пожежею. Загалом три екіпажі здійснили 545 вильотів. 6 липня один із літаків потрапив у авіакатастрофу. 10 березня 1995 літак отримав сертифікат льотної придатності.
З 2008 року 4 літаки Ан-32П входять до складу спеціального авіаційного загону ДСНС України.

## Технічний опис[2]

### Фюзеляж

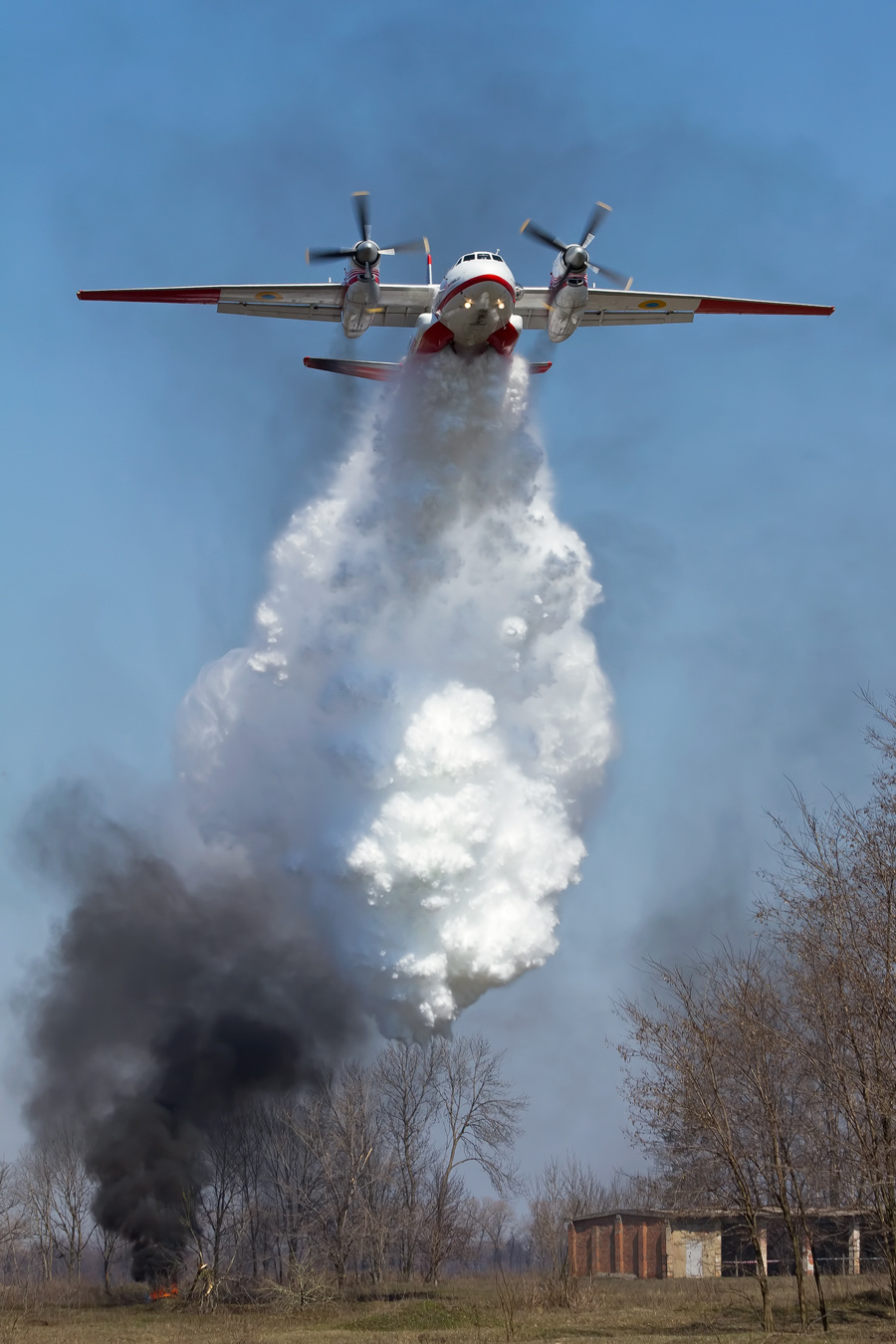
Літак Ан-32П під час навчань у Ніжині

Фюзеляж цільнометалічний, балочно-стингерний, типу напівмонокок. Фюзеляж технологічно розділений на три частини: передня (по 11 шпангоут), середня (з 12 по 40 шпангоут) та відсік кріплення хвостового оперення (з 41 шпангоута). Більшість елементів конструкції фюзеляжу виконано із листового та профільованого дюралюмінію.
Передній відсік герметичний. У ньому знаходяться кабіна екіпажа, між 1 та 7 шпангоутами. За нею розташована перегородка з дверима у вантажну кабіну. Носик фюзеляжу, до 1 шпангоута, не герметичний, в ньому розміщена антена радіолокатора закрита радіопрозорим обтічником. Під кабіною екіпажу знаходиться відсік передньої ноги шасі. Між 5 та 7 шпангоутами в лівому борті знаходиться блістер штурмана. В правому борті, між 7 та 10 шпангоутами, знаходяться вхідні двері розміром 600×1400 мм. В передній частині розташовано два аварійних люка: верхній, для покидання кабіни при вимушених посадках без шасі або на воду, знаходиться в кабіні екіпажу, та нижній, для покидання літака в повітрі, розміщений в районі вхідних дверей.
Середня частина фюзеляжу герметична, в ній знаходиться вантажна кабіна. Ширина вантажної кабіни, по підлозі, 2,4 м, а висота 1,84 м. З обох боків вантажної кабіни розташовано по чотири округлих вікна. Між 33 і 45 шпангоутами знаходиться вантажний люк. Люк закривається рампою на кінці якої розміщений клиноподібний наїзд і задньою стулкою, яка за допомогою шарнірів кріпиться до 45 шпангоута. При відкриванні рампа може займати два положення: опускатися до землі, а також рампа може від'їжджати під фюзеляж.
Відсік кріплення хвостового оперення не герметичний. В середині розміщені агрегати навігаційно-пілотажного та радіообладнання.

### Крило
Крило Ан-32П високого розміщення, вільнонесуче трапецієподібне в плані. Конструкція крила — кесонного типу, складається з двох лонжеронів і 23 нервюр. Технологічно крило розділене на п'ять частин: центроплан, дві середні (СЧК) і дві знімні (ЗЧК) частини. Центроплан кріпиться до 17 і 20 шпангоута фюзеляжу. На ньому розміщені два двощілинні закрилки, що відхиляються, з фіксованою віссю обертання і поворотною хвостовою ланкою. На СЧК розміщено по одному трищілинному висувному закрилку із фіксованим дефлектором та поворотною хвостовою ланкою, а на ЗЧК по дві секції елеронів. Загальна площа закрилок — 15 м², кути відхилення — 15° (при зльоті) і до 38° (при посадці). Загальна площа елеронів — 6,12 м², кути відхилення — 24° (вгору) і до 16° (вниз). В середині центроплана знаходяться десять м'яких баків, а в СЧК — два баки-відсіки (по одному з кожної сторони).

### Хвостове оперення
Хвостове оперення — вільнонесуче, однокільове. Складається із двох консолей стабілізатора із рулем висоти, кіля з рулем напряму і форкіля. Стабілізатор і кіль дволонжеронної конструкції. На рулях висоти встановлений тример, а на рулі напряму — пружинний тример-сервокомпресор. Рулі мають осьову аеродинамічну компенсацію і стопроцентне збалансування. Загальна площа стабілізатора −20,3 м², кіля — 16,7 м². Площа руля висоти — 5,16 м², кути відхилення — 25° (вгору) і 20° (вниз). Площа руля напряму — 5,14 м², кути відхилення — ±25°.

### Шасі
Шасі Ан-32 трьохопорне, з двома головними і одною передньою опорами. База шасі — 7650 мм, колія — 7900 мм, мінімальний радіус розвороту — 11250 мм. При польоті усі три опори прибираються в перед, основні у відсік в мотогондолах, під двигуном, а передня у відсік під кабіною екіпажу. Відсіки стійок шасі закриваються, як при польоті, так і при рулінні. При випущеному шасі відкритими залишаються маленькі стулки навпроти амортизаційних стійок. На кожній опорі встановлені два колеса з пневматиками і з дисковими гальмами на основних стійках. Передня опора не гальмівна, при рулінні вона повертається на кут ± 45° і на кут ± 9° при розгоні та пробігу. Випуск та прибирання шасі здійснюється за допомогою гідравлічного циліндра. У випадку виходу з ладу гідравлічної системи замки прибраного положення стійок шасі можна відкрити вручну. В такому випадку шасі опускаються і фіксуються в замках опущеного положення за рахунок своєї маси і зустрічного потоку повітря.
Головна опора шасі двоколісна із телескопічними азотно-масляними амортизаторами. Вона складається із: амортизаторної стійки, складуючого підкоса, розпору, котрий слугує замком випущеного положення шасі та двох гальмівних коліс. У відсіку основних опор шасі розташовані: силовий циліндр опускання/прибирання стійок шасі, замок прибраного положення шасі та механізм управління стулками.
Передня опора шасі двоколісна із важільною підвіскою та азотно-масляним амортизатором. Вона складається із: амортизаторної стійки з центруючим пристроєм, рульового механізму, гідроциліндра для гасіння коливань, гідроциліндра опускання/прибирання стійки шасі, замків випущеного та прибраного положення шасі, механізму управління стулками та двох не гальмівних коліс.
Колеса основних опор КТ-157 із камерними шинами 1А розміром 1050×400 мм. Передні колеса К2105 із камерними шинами 6А розміром 700×250 мм. Тиск у камерах шин головної опори 5 кгс/см², а передньої опори — 4,5 кгс/см².

### Силова установка

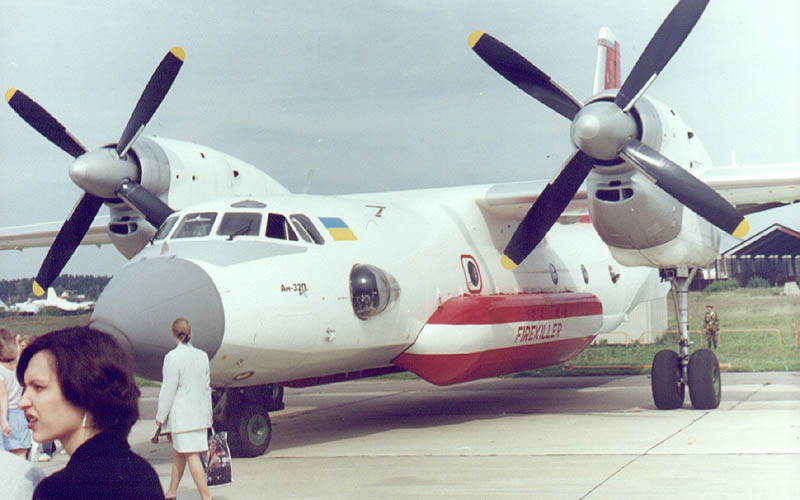

Складається з двох турбогвинтових двигунів АІ-20ДМ з чотирьохлопастевими повітряними гвинтами АВ-68ДМ змінного кроку. Двигун АІ-20ДМ — одновальний турбогвинтовий авіадвигун з осьовим 10-ступеневим компресором, кільцевою камерою згоряння, 3-ступінчастою турбіною, планетарним редуктором і нерегульованим реактивним соплом. Потужність двигуна на злітному режимі — 5180 к.с., а на крейсерському польоті — 2800 к.с. Двигун розташований в мотогондолі над крилом під кутом 4’ до його площини. Двигун кріпиться на центроплані крила за допомогою швидкоз'ємної рами з амортизаторами і силової ферми з переднім силовим шпангоутом. Суха маса двигуна 1040 кг, а довжина — 3,1 м.

### Гвинт
Гвинт АВ-68ДМ — тяговий, лівого обертання, флюгований, діаметром 4,7 м. Флюгування його проводиться льотчиком або системою автоматичного флюгування по крутному моменту і негативній тязі. Переклад лопатей на мінімальний установчий кут при пробігу після посадки забезпечує додаткове гальмування літака за рахунок авторотації гвинта.

### ДСУ
В хвостовій частині правої мотогондоли під центропланом розташована допоміжна силова установка (ДСУ) ТГ-16М.
ДСУ складається із газотурбінного двигуна ГТД-16М, редуктора і стартер-генератора ГС-24А. Запуск здійснюється від бортових акумуляторних батарей або від аеродромних джерел постійного струму. Суха маса ДСУ 190 кг, а довжина — 1,58 м.

### Паливна система
Паливна система включає в себе 10 м'яких баків і два баки-відсіки. Баки кожного пів-крила розділені на 3 групи. Для живлення двигунів спочатку береться паливо з першої групи баків, потім з другої, а далі з третьої. Бак 3а також використовується як розширювальний бак для рівномірного розподілу палива між лівою та правою сторонами літака. Двигун ГТД-16М живиться від магістралі живлення правого основного двигуна. Заправка баків може проводитись зверху через заправні горловини або централізовано через заправний штуцер у відсіку шасі лівої мотогондоли. У польоті система нейтрального газу заповнює простір над паливом вуглекислим газом, а також ця система використовується як додатковий засіб пожежогасіння.

### Маслосистема
Кожен двигун має автономну маслосистему (МС), яка забезпечує подачу мастила для змащування і охолодження двигуна, управління повітряним гвинтом та роботи системи зміни крутного моменту. Об'єм МС 90 л, а перед вильотом літака в маслобак заливають ще 32 л мастила.

### Система запуску
На кожному двигуні розміщено по два стартер-генератори СТГ-12ТМО-1000, після запуску двигунів один з яких переходить в режим генератора, а інший працює в холостому режимі. Струм для запуску двигунів береться від ДСУ або від аеродромних джерел постійного струму.

### Протипожежна система
На Ан-32П є стаціонарна протипожежна система і ручні переносні вогнегасники. Стаціонарна система розділена на протипожежну систему літака і протипожежну систему двигунів.
Протипожежна система літака призначена для ліквідації пожеж у відсіках лівої та правої частин крила і в лівій та правій мотогондолах. Система складається із чотирьох вогнегасників ОС-8МФ або УБЦ8-1, двох блоків протипожежних клапанів, системи сигналізації про пожежу ССП-2А, розпилювальних колекторів і трубопроводів. Управління системою здійснюється, і в ручну із щитка пожежогасіння, і автоматично від датчиків сигналізації. Також при аварійних посадках без випущеного шасі від кінцевих вимикачів, розміщених на днищі фюзеляжу, спрацьовують усі вогнегасники, і відкриваються усі клапани.
Протипожежна система двигунів призначена для ліквідації пожежі в двигунах. Система складається із чотирьох вогнегасників ОС-2 або УБШ2-1, фільтрів, системи сигналізації про пожежу ССП-7, трійників та трубопроводів.

### Гідравлічна система
Гідравлічна система (ГС) складається із основної та допоміжної системи. Як робоча рідина використовується мінеральне мастило АМГ-10. Загальний об'єм ГС 65 л.
Основна ГС призначена для прибирання/випуску шасі, повороту коліс передньої опори шасі, гальмування коліс основних опор шасі, випуску/прибирання закрилків, для приводу склоочисників, аварійного ввімкнення золотників флюгерування повітряних гвинтів і зупинки двигунів, відчинення і зачинення кришки аварійного люку і управління рампою вантажного люку. Необхідний тиск, до 150 кгс/см², забезпечується двома насосами 435Ф, по одному на кожному двигуні. Також в системі є гідроакумулятори, які забезпечують роботу вузлів при стоянці літака.
Допоміжна ГС може використовуватись для випуску закрилків, гальмування коліс, відчинення кришки аварійного люку і управління рампою вантажного люку, при виході з ладу основної ГС. Джерелом тиску допоміжної ГС, до 160 кгс/см², слугує електронасос. При необхідності цей насос може бути підключеним до основної ГС. Також на лівому борті у вантажній кабіні знаходиться ручний насос.
Вся ГС має спільний бак ємністю 37 л. Проте штуцер відбору рідини для основної системи знаходиться вище дна, а допоміжної системи — на дні. Це забезпечує запас рідини у випадку втрати рідини з основної ГС.

### Електросистема
Забезпечує живлення постійним струмом напругою 27 В, змінним (з частотою 400 Гц) однофазним струмом напругою 115 В і трифазним струмом напругою 36 В. Як основне джерело постійного струму використовуються два стартер-генератори СТГ-12ТМО-1000, а змінного струму, напругою 115В, — два генератори СГО-12. Джерелом змінного струму, напругою 36В, слугують два перетворювачі ПТ-1000ЦС (основний та резервний). Стартер-генератор ГС-24А, розташований на ДСУ, слугує резервним джерелом живлення постійного струму. Для аварійного живлення споживачів постійного струму на борту є три акумуляторні батареї 12-САМ-28Т, змінного струму напругою 115В — перетворювач ПО-1500, а змінного струму напругою 36В — перетворювач напруги ПТ-200.

### Радіоустаткування
Радіоустаткування Ан-32 поділяється на радіозв'язкове, радіонавігаційне та радіолокаційне обладнання.
Радіозв'язкове обладнання призначене для двостороннього телефонного та телеграфного зв'язку із землею та іншими літаками, зв'язку між членами екіпажу, а також для запису усіх розмов (бортовий самописець). До його складу входить: переговорний пристрій СПУ-8; дві командні ультракороткохвильові (УКХ) радіостанції Р-863 або Р-800; зв'язкова короткохвильова (КХ) радіостанція «Мікрон» або «Ядро» та магнітофон ПС-503БС.
Радіонавігаційне обладнання призначене для забезпечення високоточного літаководіння та приземлення за приладами в тяжких метеорологічних умовах вдень та вночі. До його складу входить: два набори автоматичних радіокомпасів АРК-15М; два прилади сліпого приземлення ПСП-48; радіовисотомір РВ-5РМ; навігаційно-посадкова апаратура «Курс МП-70»; далекомір СД-75; радіотехнічна система ближньої навігації «Веер-М» і ДІСС-013-26ШМ, приймач супутникової навігаційної системі Garmin GPS-155XL
Радіолокаційне обладнання призначене для огляду земної поверхні, виявлення гір, грозових фронтів і зустрічних літаків, визначення кута зносу та вирішення інших задач. До його складу входить: радіолокаційна станція "Гроза-32А і літаковий відповідач СО-72М.

### Пілотажно-навігаційне обладнання
З допомогою пілотажно-навігаційного обладнання виконується пілотування літака, контролюється його положення відносно землі та здійснюється навігація. До його складу входять: три комбінованих показники швидкості КУС-730/1100К і показник числа М МС-1К; барометричні висотоміри: три ВМ-15К, ВМФ-50К і ВЕМ-72К-ЗА1; авіагоризонт АГБ-3К; автомат кутів атаки і перевантажень АУАСП-24КР-1; два комбінованих прилади ДА-30; автопілот АП-28Л1І2; магнітний компас КІ-13К; курсова система ГМК-1ГЕ; система директорного управління «Привід АНЕ-1/2»; БСРПП «Тестер-УЗ»; самописець КЗ-63; блок контролю кренів БКК-18; система сигналізації небезпечної швидкості зближення із землею ССОС; два сигналізатори приладової швидкості; прилади контролю за роботою двигунів та контролю за висотною і гідравлічною системою.

### Система проти обледеніння
Складається з повітряно-теплової, електро-теплової та рідинної систем.
Повітряно-тепловою системою проти обледеніння оснащено крила, оперення літака та повітрозбірники двигунів. Гаряче повітря в систему проти обледеніння надходить від 10 ступені компресора кожного двигуна патрубком, прокладеним правим бортом мотогондоли. В повітряно-тепловій системі використовується мікроінжекторний спосіб розподілу повітря із рециркуляцією відпрацьованого повітря. Цей спосіб забезпечує ефективний, рівномірний обігрів поверхні по всій довжині, а також економної витрати гарячого повітря.
Електро-тепловою системою проти обледеніння оснащено повітряні гвинти, лобове скло кабіни екіпажу і приймачі повітряного тиску.
Блістер штурмана оснащений рідинною системою. Об'єм спиртового бачка — 2,6 л.

## Характеристики

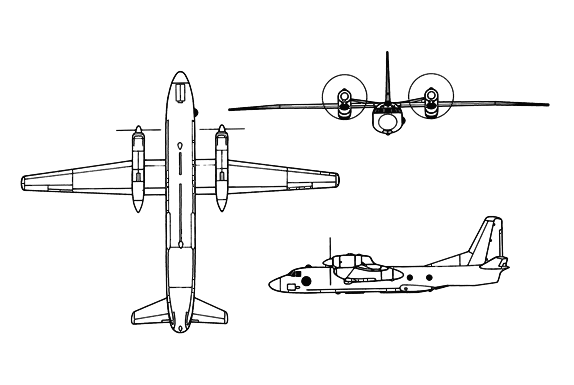

Джерело: 
Основні характеристики
- Екіпаж: 3-4 людини
- Пасажиромісткість: 30 пожежників-парашутистів
- Вантажопідйомність: 6700 кг
- Довжина:
- Висота: 8,75 м
- Розмах крила: 29,20 м

- Площа крила: 74,98 м²
- Крило у плані: трапецієподібне
- Максимальна злітна маса: 27000 кг
- Маса палива у внутрішніх баках: 10080 л

- Допоміжна силова установка: 1 × газотурбінний ТГ-16М

Льотні характеристики
- Максимально допустима швидкість: 530 км/год
- Крейсерська швидкість: 460 км/год (220 км/год при гасінні пожежі)
- Бойовий радіус: 330 км
- Практична дальність: 850 км
- Перегінна дальність: 2000 км
- Довжина розгону: 1800 м

## Катастрофи
За даними на лютий 2010 року було втрачено один літак типу Ан-32П.
| Дата     | Бортовий номер | Місце катастрофи  | Жертви | Короткий опис                                                             |
| -------- | -------------- | ----------------- | ------ | ------------------------------------------------------------------------- |
| 06.07.94 | UR-48018       | Сьєрра-де-Маріола | 5 / 6  | Зачепив верхівки дерев і впав на схил пагорба при гасінні лісової пожежі. |